# Kurt Kroiß
Kurt Kroiß (* 16. April 1939) ist ein ehemaliger deutscher Fußballspieler, der in der Bundesliga für den FC Bayern München spielte.

## Karriere
Aus der Jugendabteilung des FC Bayern München hervorgegangen, rückte Kroiß zur Saison 1965/66 in den Profi-Kader auf und kam in seiner Premierensaison im Seniorenbereich in zwei Bundesligaspielen zum Einsatz.
Sein Debüt gab er am 23. April 1966 (30. Spieltag) beim 2:1-Sieg im Auswärtsspiel gegen den 1. FC Kaiserslautern; sein zweites Spiel ging am 21. Mai 1966 (33. Spieltag) im Stadion an der Grünwalder Straße mit 1:4 gegen den 1. FC Köln verloren. Kroiß, der zweimal über 90 Minuten spielte, wurde mit dem Bundesliga-Neuling Dritter der Meisterschaft und konnte zudem noch mit der Mannschaft am 4. Juni 1966 den Gewinn des DFB-Pokals mitfeiern – 26 Tage bevor er den Verein verließ.